# Nosza
Nosza (szerbül Носа / Nosa) falu Szerbiában, a Vajdaságban, Észak-bácskai körzetében, Szabadka község területén. Közigazgatásilag Hajdújáráshoz (Hajdukovo) tartozik.

## Neve
A hagyomány szerint a „Nosza, fogjunk össze! Nosza, ne hagyjuk magunkat!” felkiáltásból származik, amelyet a település összetartó fiataljai kiabáltak, amikor a mulatságokon összekülönböztek más falvak fiataljaival.

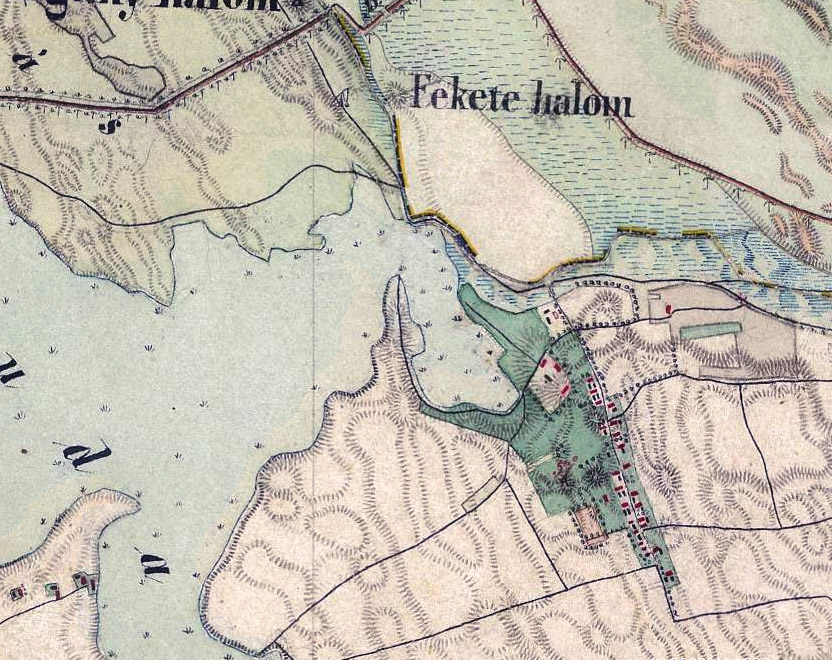
Nosza régen, amikor Hajdújárás helyét még csak homok jelzi

## Története
Nosza igen régi település, már a 18. század végén szerepel mint önálló falu (előbb létrejött, mint a körzet mai közigazgatási központja Hajdújárás). Persze a kor számos alföldi településéhez hasonlóan kezdetben még csak szállások rendszerből álló tanyaközösség volt. Ma is a Vajdaságban igen gyakori tanyasor-típusú, hosszú utcákból álló településformát képviseli.

## Közigazgatás

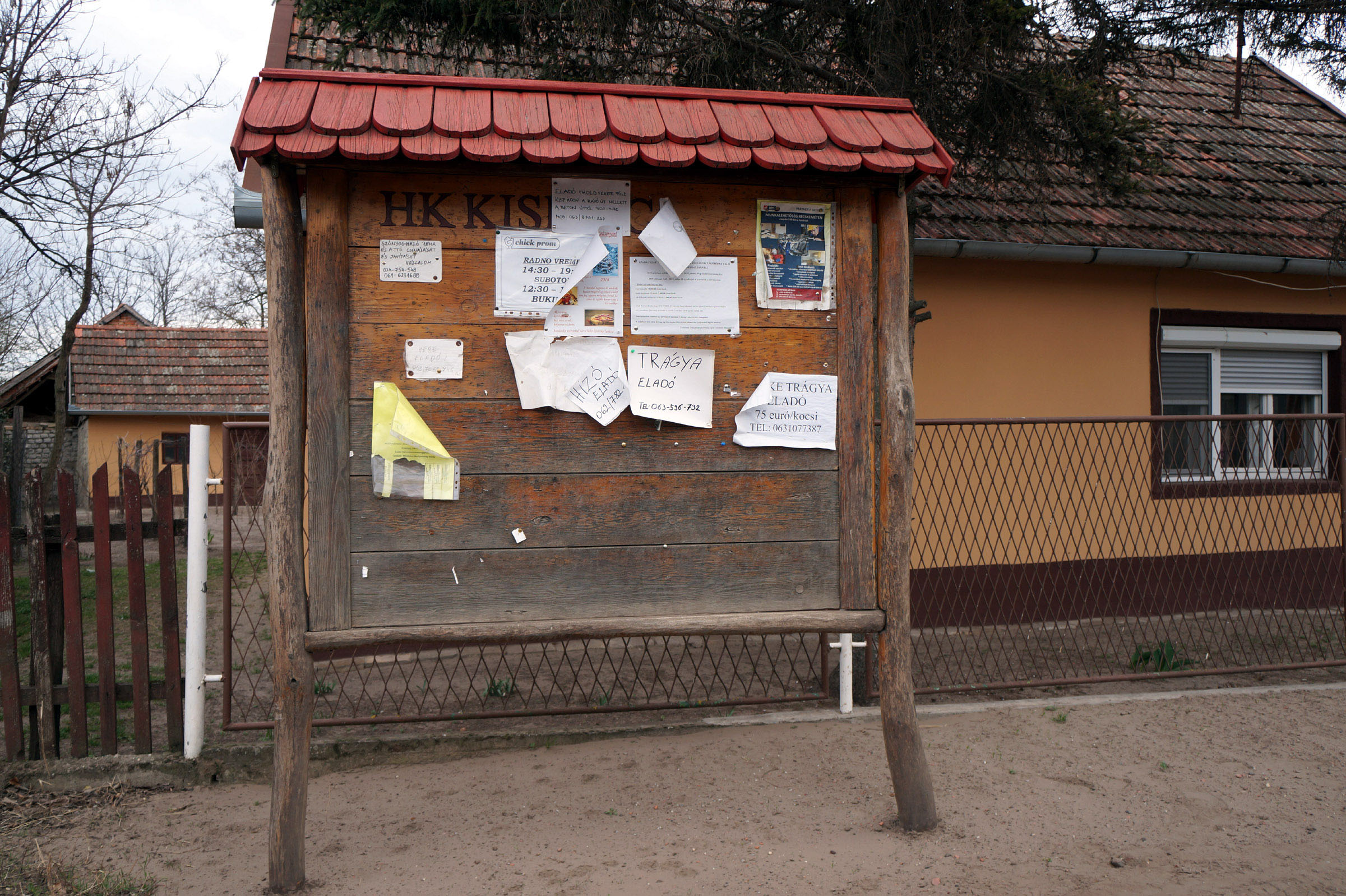
Kispiac helyi közösség hirdetőtáblája Noszán

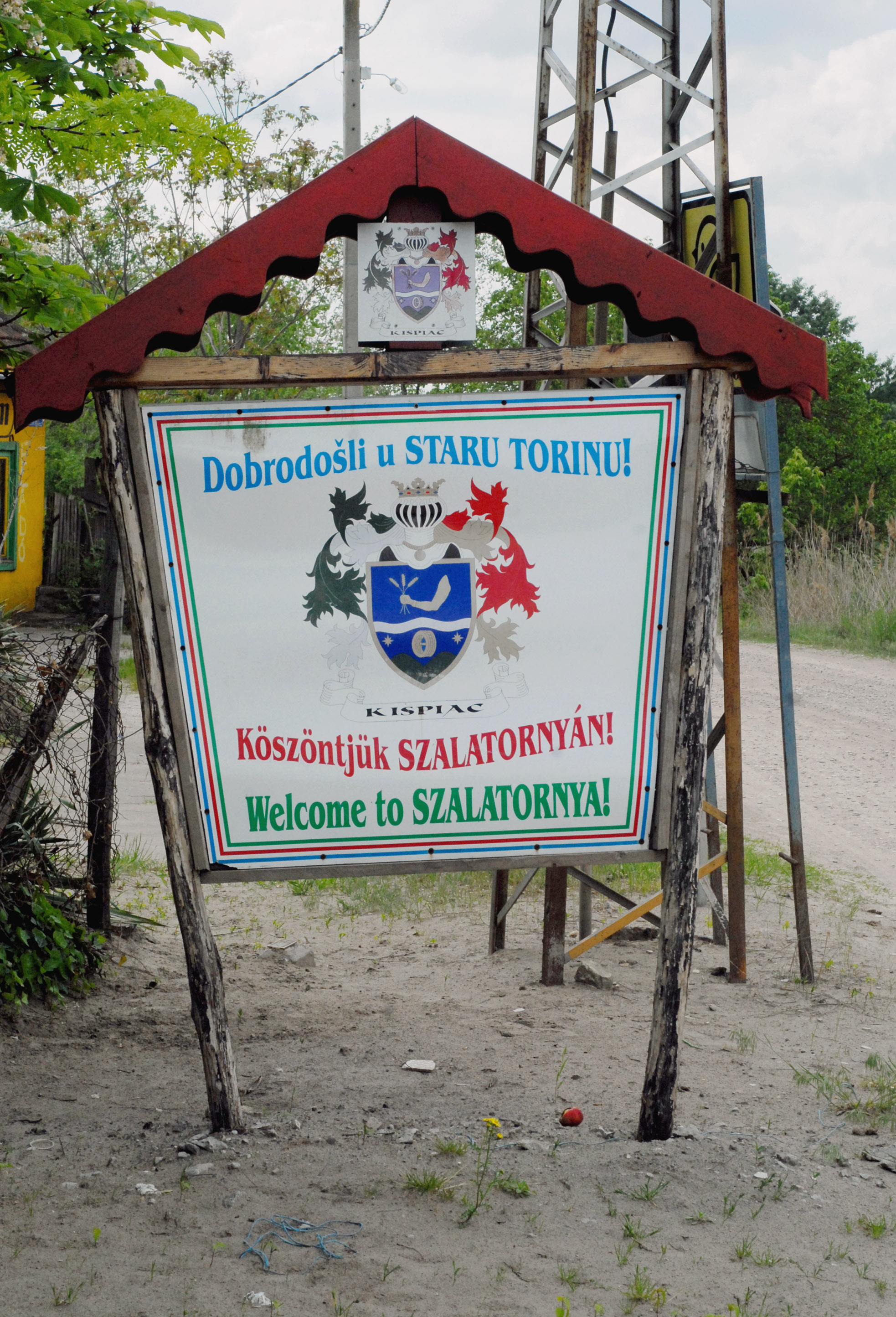
Szalatornya vendégváró táblája a Buki hídnál, az M22-es, Szegedre vezető út mellett

Az 1990-es évek elején még Ludashoz tartozott, majd a közelebbi Hajdújáráshoz csatolták.
A település végén az utca egyik fele Noszához, másik fele pedig Szalatornyához (Stara Torina) tartozik a magyarkanizsai községben. A helyiek Határ-utcának nevezik ezt az egykori megyehatárokat jelölő utat. A Csongrád vármegye és Bács-Bodrog vármegye egykori határán végigfutó út hivatalos neve Ulica jedinstva vagyis Egység utca, ami szimbolikus, mert a házak az egyik oldalon az egyik, a másik oldalon pedig már a másik önkormányzathoz tartoznak. A falunak azonban gondot okoz ez a területi állapot, mivel az utca aszfaltozását, amely szerkezetileg a település része, sem Kanizsa község sem Szabadka város nem kezdeményezi. Utóbbi önkormányzata az elmúlt években az amerikai nemzetközi fejlesztési ügynökség (USAID) pályázatából felújította a falu főutcáját, de csak az említett határ-sorig. Kanizsa viszont önrendelkezésből nem vállalja a területének legtávolabbi pontján fekvő utca aszfaltozását, főként miután maga a település közigazgatásilag a szomszédos területhez (is) tartozik.
Fekvése miatt Nosza lakossága egyrészt a város, Szabadka felé gravitál, másrészt a három legközelebbi falu Hajdújárás, Királyhalom, és a Magyarkanizsához tartozó Kispiac felé. Utóbbi tényt az Egység-utcában felállított kispiaci hirdetőtábla is mutatja.

## Népesség
Nosza lakossága mintegy 600 főt tesz ki (2007-ben 850, tehát csökkenés tapasztalható).

## Gazdaság
Számos környező településsel ellentétben a noszai fiatalok többsége a faluban tud munkát találni, mivel Nosza homokos területen fekszik, ami nagyon jó a gyümölcstermesztésre, de a település körül már 150-200 méter távolságban feketeföld is van, amely viszont szántóföldi mezőgazdaságra alkalmas. Az egykori Jugoszláviában kelendő volt a Noszán és a szomszédos Királyhalmán termelt gyümölcs, a távoli országrészekig is eljutott. Az itt termelt alma iránt újabban főleg Oroszországból érdeklődnek.

## Oktatás
A noszai általános iskola épülete az 1900-as évek elején épült. Az 1990-es években már nagyon rossz állapotban volt. Többször be akarták záratni, ám a noszaiak ezt valahányszor megakadályozták. 2005-ben, az ADF-nek köszönhetően felújították az épületet, vizesgócot építtettek, és a fűtést is megoldották, annak ellenére, hogy a faluban még nincs gázvezeték, gázpalackokból fűtik a tantermeket. Az udvarban játszóteret is létesítettek a gyerekek számára.
Az iskolának 2007-ben 39 tanulója volt. Összevont osztályok működnek, amelyekben együtt tanulnak az elsősök és a harmadikosok, illetve a másodikos és a negyedikes diákok. Az épületben óvoda is van, ahova 12 gyerek jár. A felsős tanulók többsége Hajdújárásra jár iskolába.

## Művelődés
A noszai Hinga Művelődési Egyesület 2000 novemberében alakult. Jelenleg három színjátszó csoport van: az „Éjjeli pávaszem”, a „Középső csoport” és a „Réceruca”. Az egyesület elnöke 2013 évtől Somogyi Natália.
A falu önerőből kultúrotthon kiépítésén és felszerelésén fáradozik. 2018-ban elkészült az épület, de az teljes üzembe helyezés még várat magára.

## Nevezetességek

### A templom
2007. március 25-én szentelték fel. Védőszentje Szent Ágoston. Tervezte Tóth Vilmos Magyarkanizsán. Bútorzatát Lalić Bonaventura szabadkai asztalos készítette. A templom 140 négyzetméteres, 100 ülőhellyel rendelkezik, és a kórusban még 100 személy fér el. A szentély felett hittantermet rendeztek be. A templom közigazgatásilag a hajdújárási plébániához tartozik.

### Régészeti lelőhelyek

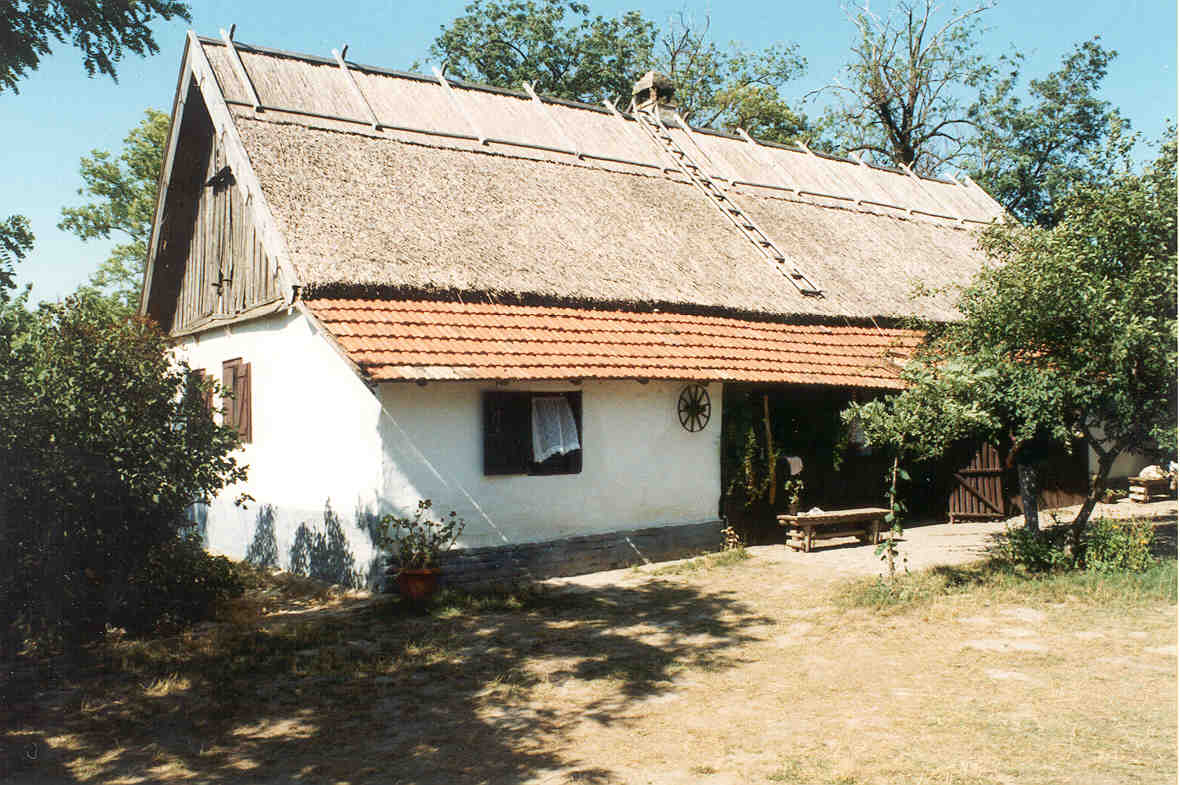
Az etno-háznak, falumúzeumnak berendezett Róka tanya

A Hingán, vagyis azon a dombon, amely alatt egy 11. század és a 15. század közötti templom és temető található 1948-ban és 1949-ben végeztek ásatásokat. Ekkor a lelőhelynek csak felét tárták fel. A sírokból – szám szerint 132 sírból – előkerült leletek alapján állapították meg, hogy keleti irányban húzódott egy település a 11. és 15. század között. A második világháború elején, 1940-ben erre a dombra a gyakorlatozó honvédek építettek egy betonbunkert, amivel tönkretették a több száz éves templom alapjait is. A lelőhely környékén művelik a földet, és szántás közben gyakran kerülnek csontok a föld felszínére.
A Ludasi-tó partján találtak neolit magtározókat, és az 1950-es években a Gyöngyparton is végeztek ásatást. Hat rézkori sírt találtak és egy korai neolitikus települést. Pattintott kőszerszámok is előkerültek a földből.

### Róka tanya
A noszai tóparton található a több mint 130 éves, eredeti állapotában megőrzött parasztház, a Róka tanya (korát nem ismerjük pontosan, de feltételezhető hogy a XIX. század második felében épült). A maga idejében a tanya csónakosházként működött, itt lakott a csónakos, aki a templomba, vásárra, iskolába siető tanyasiakat szállította a túloldalra. A felújított tanyaház megőrizte az észak-bácskai háromosztatú pannonház építészeti jellegzetességeit. A fehérre meszelt, döngölt padlójú szobákban a kemence búbja hívja fel magára a figyelmet. A falakon található tárgyak a régmúlt paraszti világ mindennapjairól, az itt élt emberekről mesélnek. A tanya különlegessége a ma már ritkaságnak számitó szabadkémény és a működő tűzpadkák, ahol rég elfelejtett paraszti ételek készülnek. A tanya udvarán található akácfaligetben ötven személyes camping található. A hely környezetismereti és hagyományápoló táborok szervezésére alkalmas, kirakodó és kézműves vásárok is megrendezésre kerülnek. A tanyát az Econet vendéglátóipari vállalat működteti.

## Képgaléria

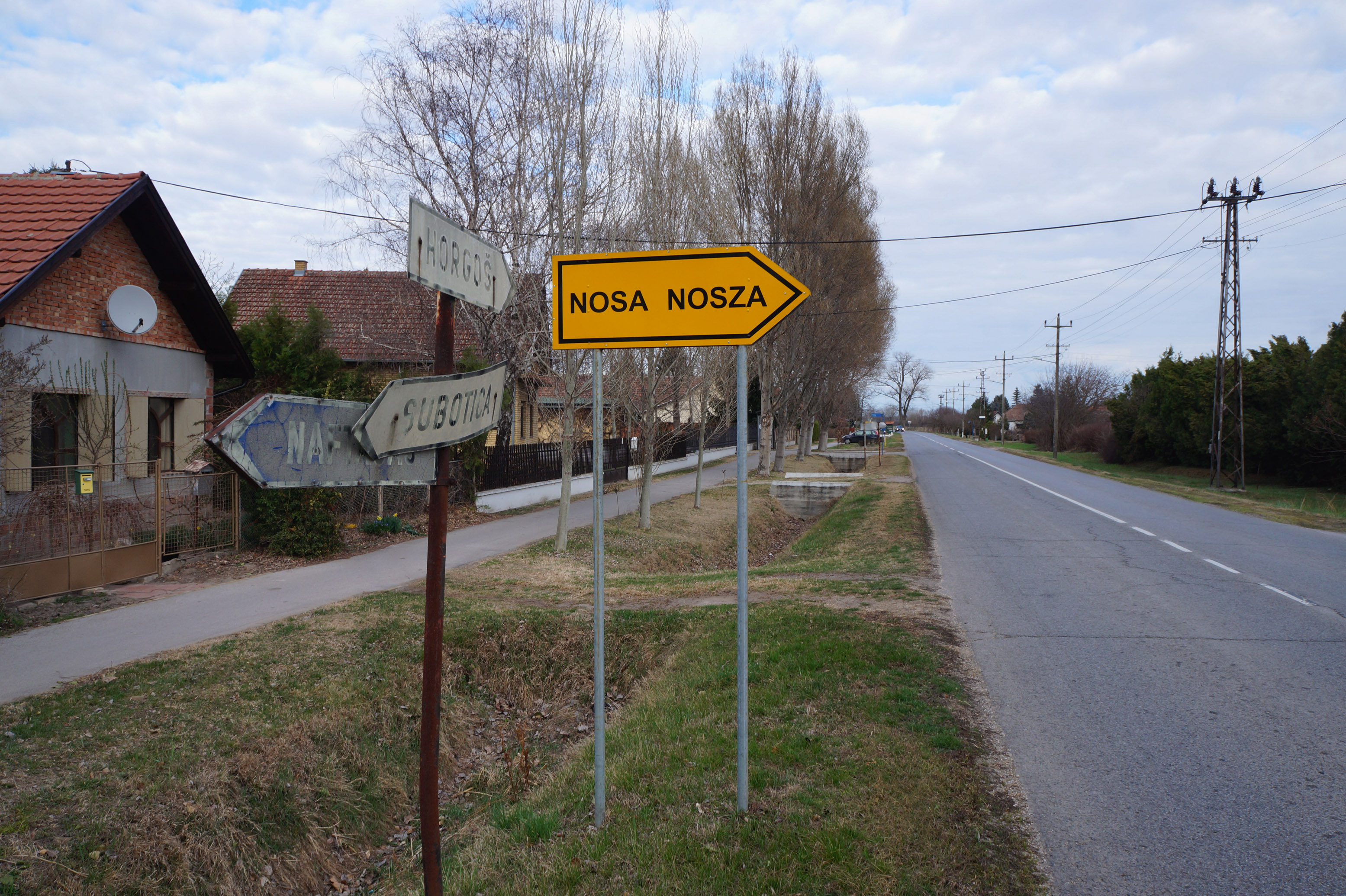
Nosza felé mutató útjelző Hajdújáráson
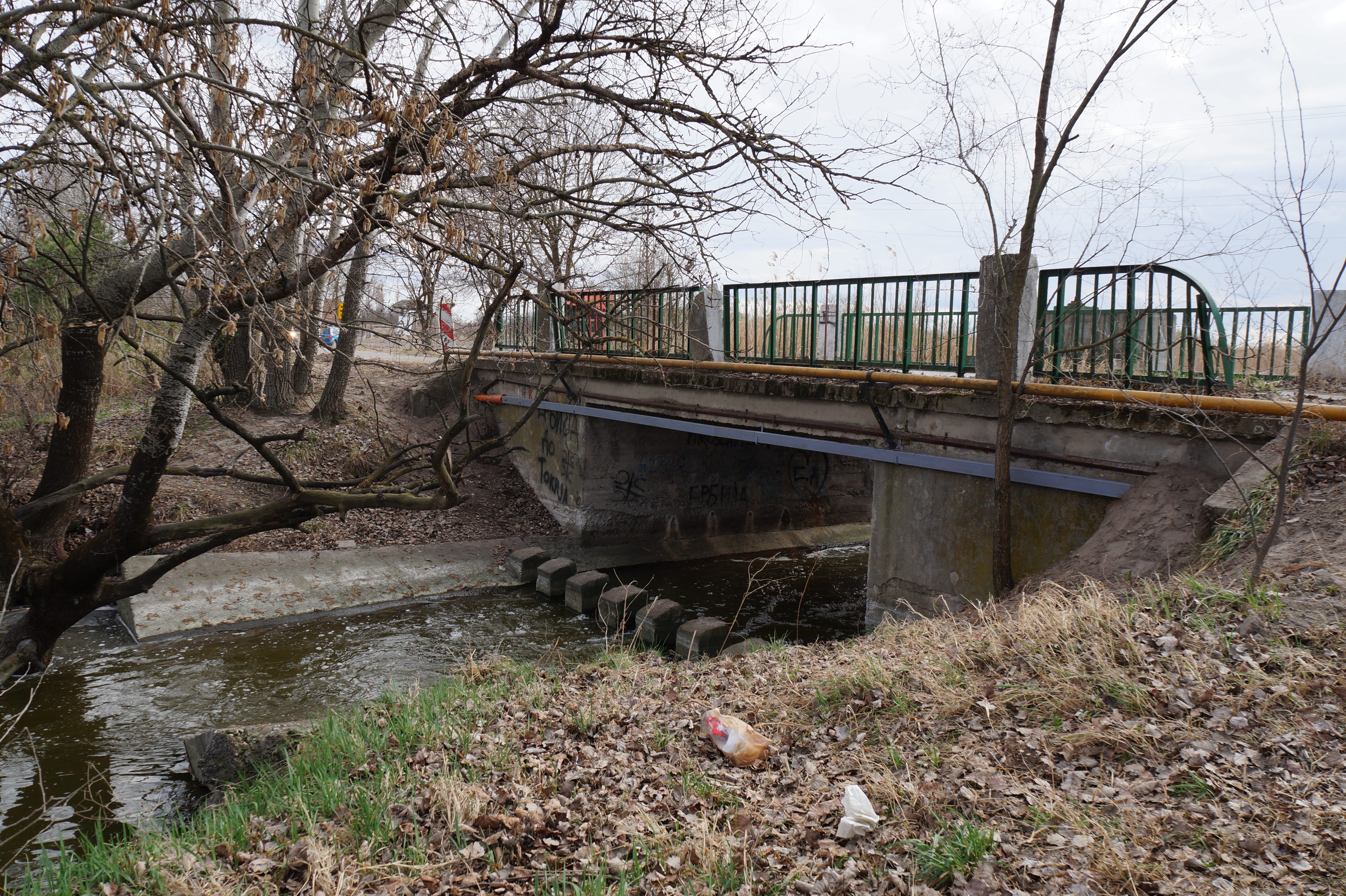
A faluba a Kőrös patak zsilipjének a hídján át vezet az út
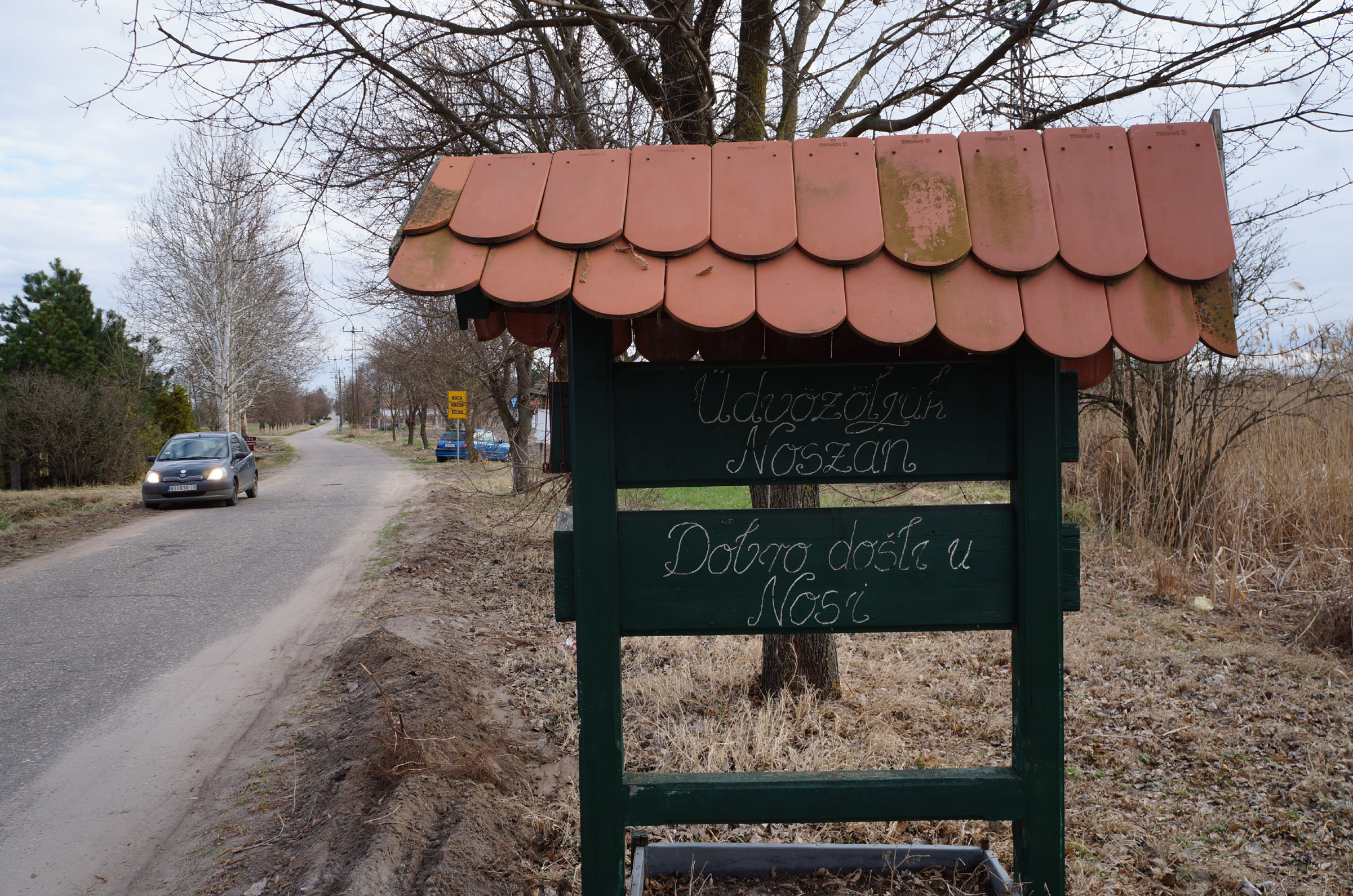
Tábla a falu elején
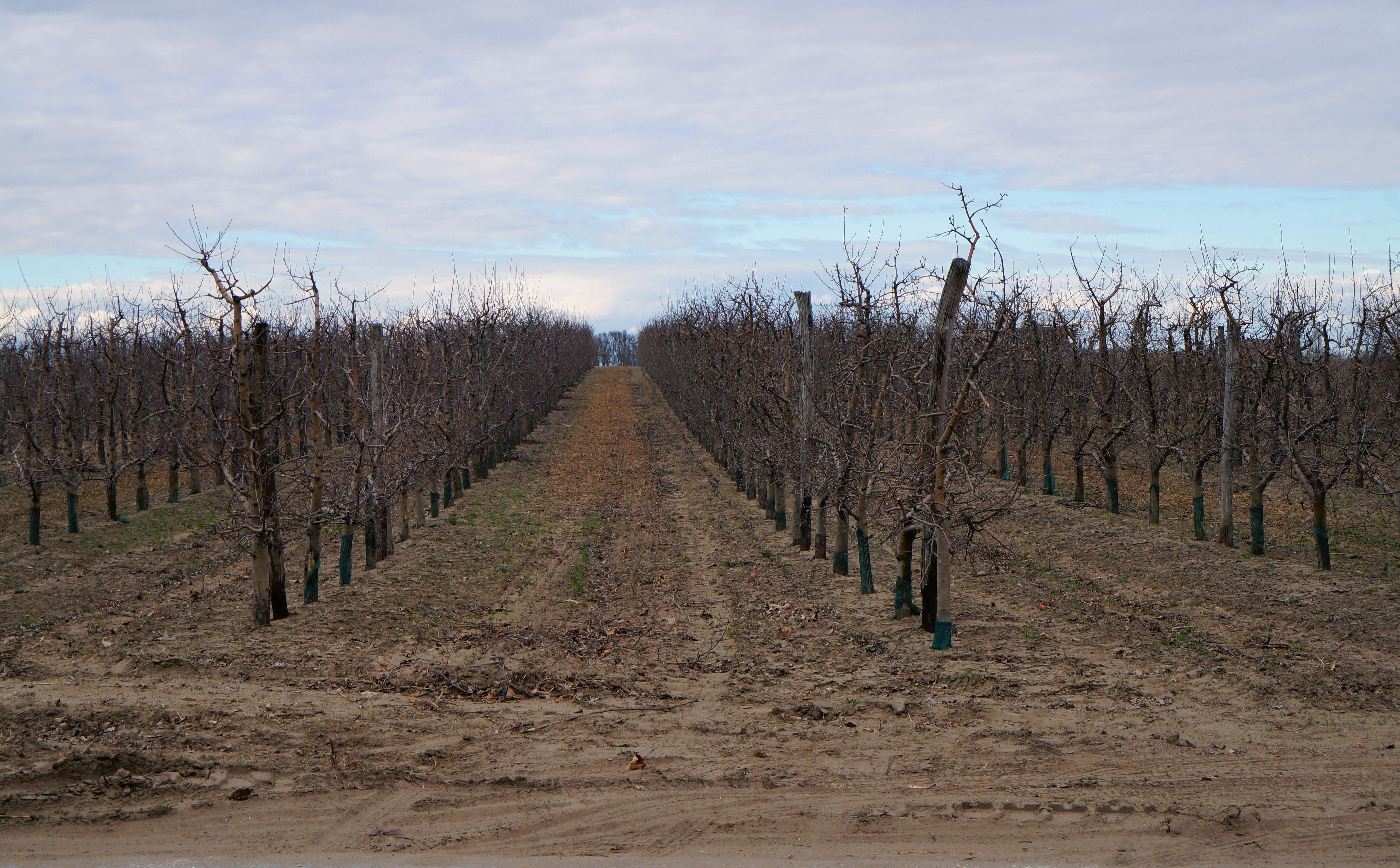
Almaültetvény
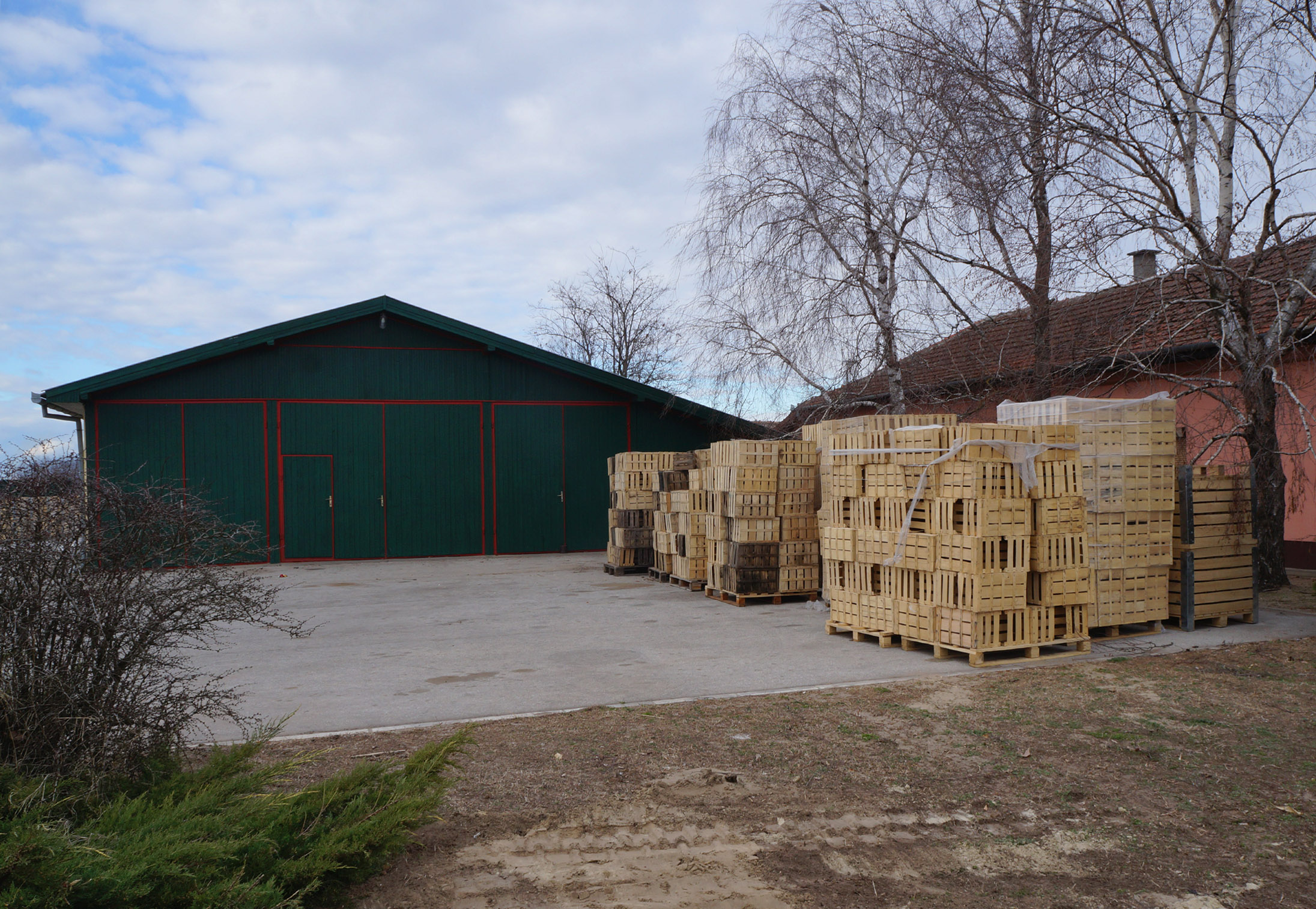
Gyümölcsraktár várja a termést
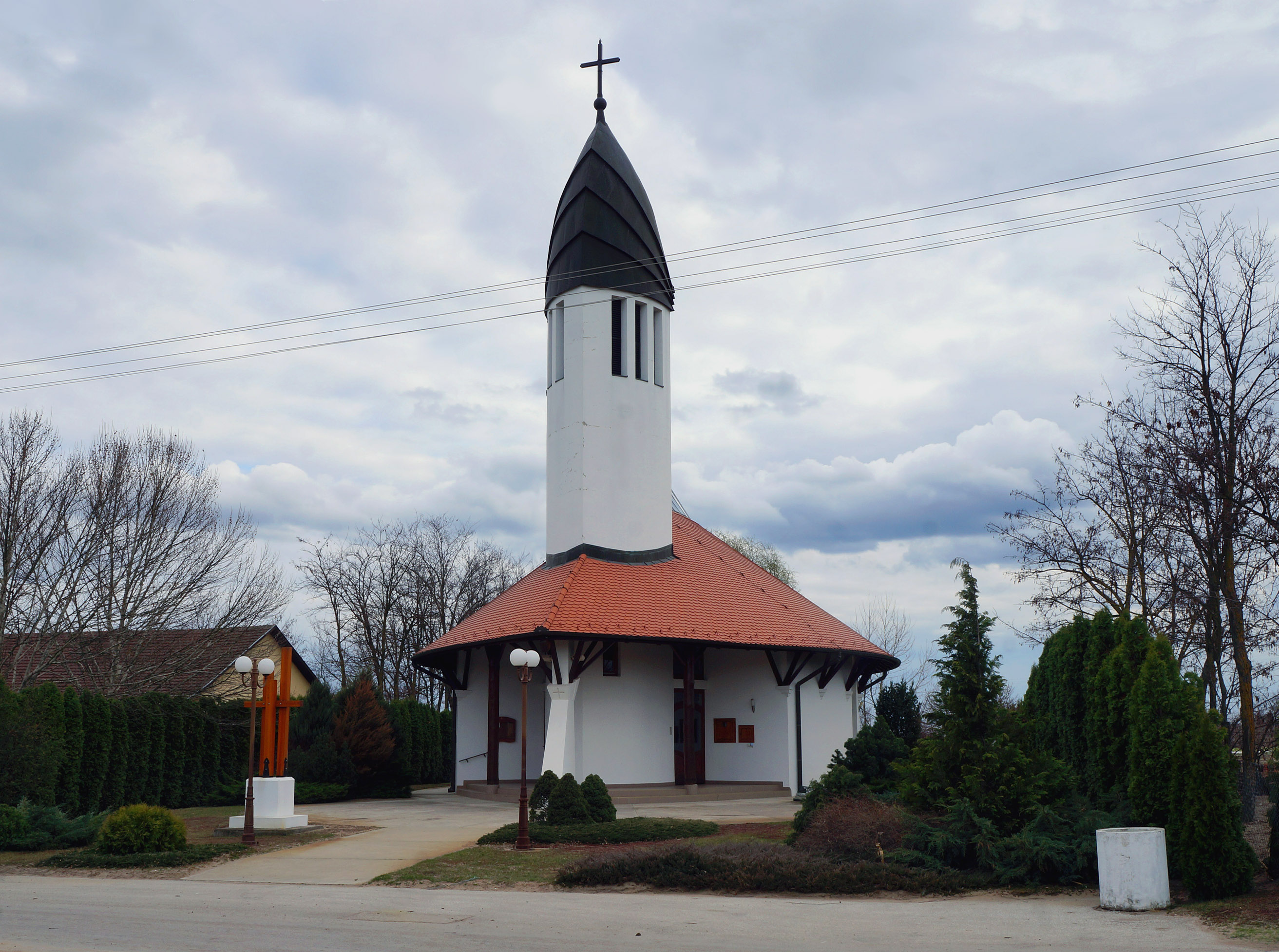
Szent Ágoston katolikus templom
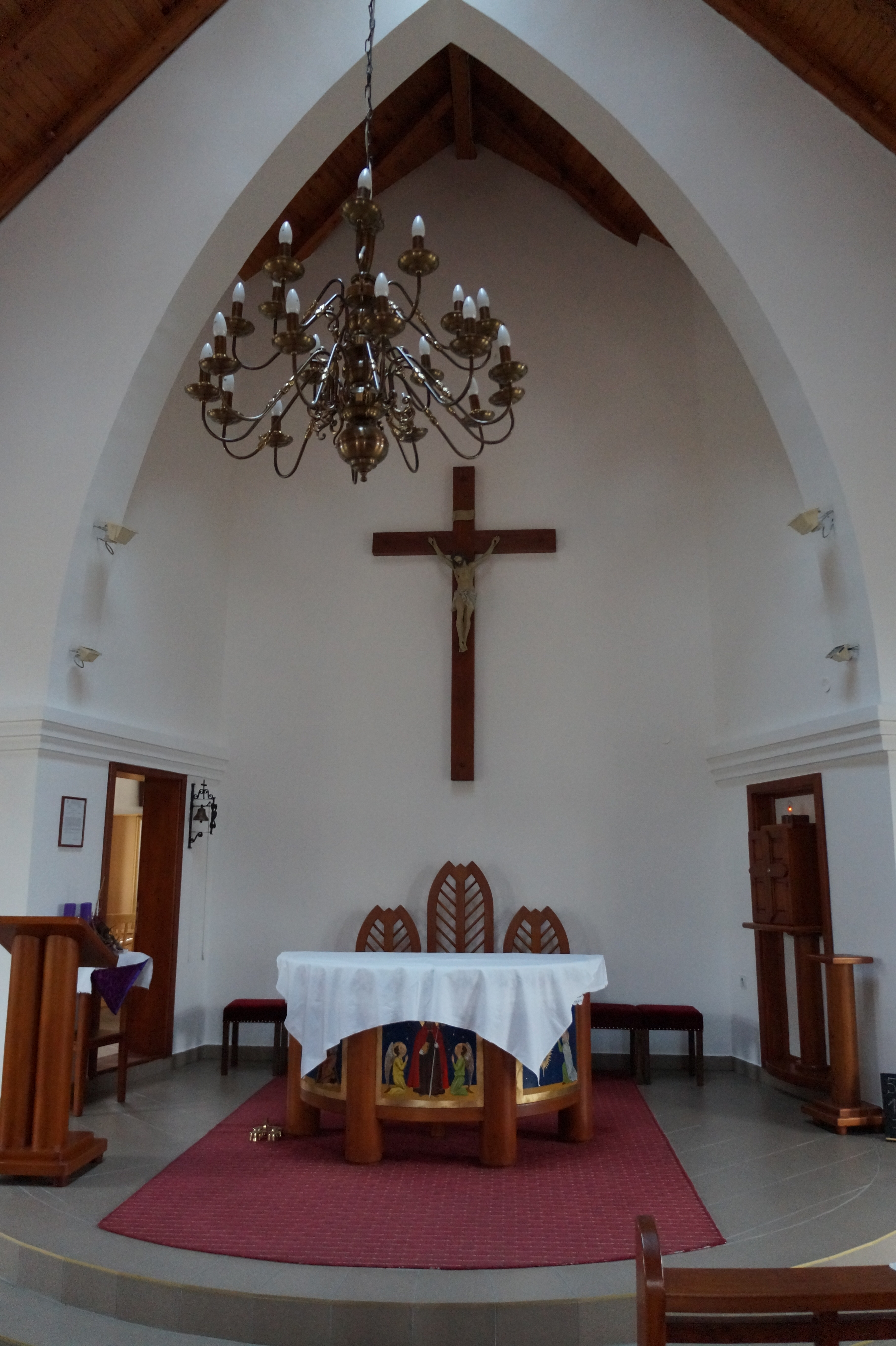
A templom oltára
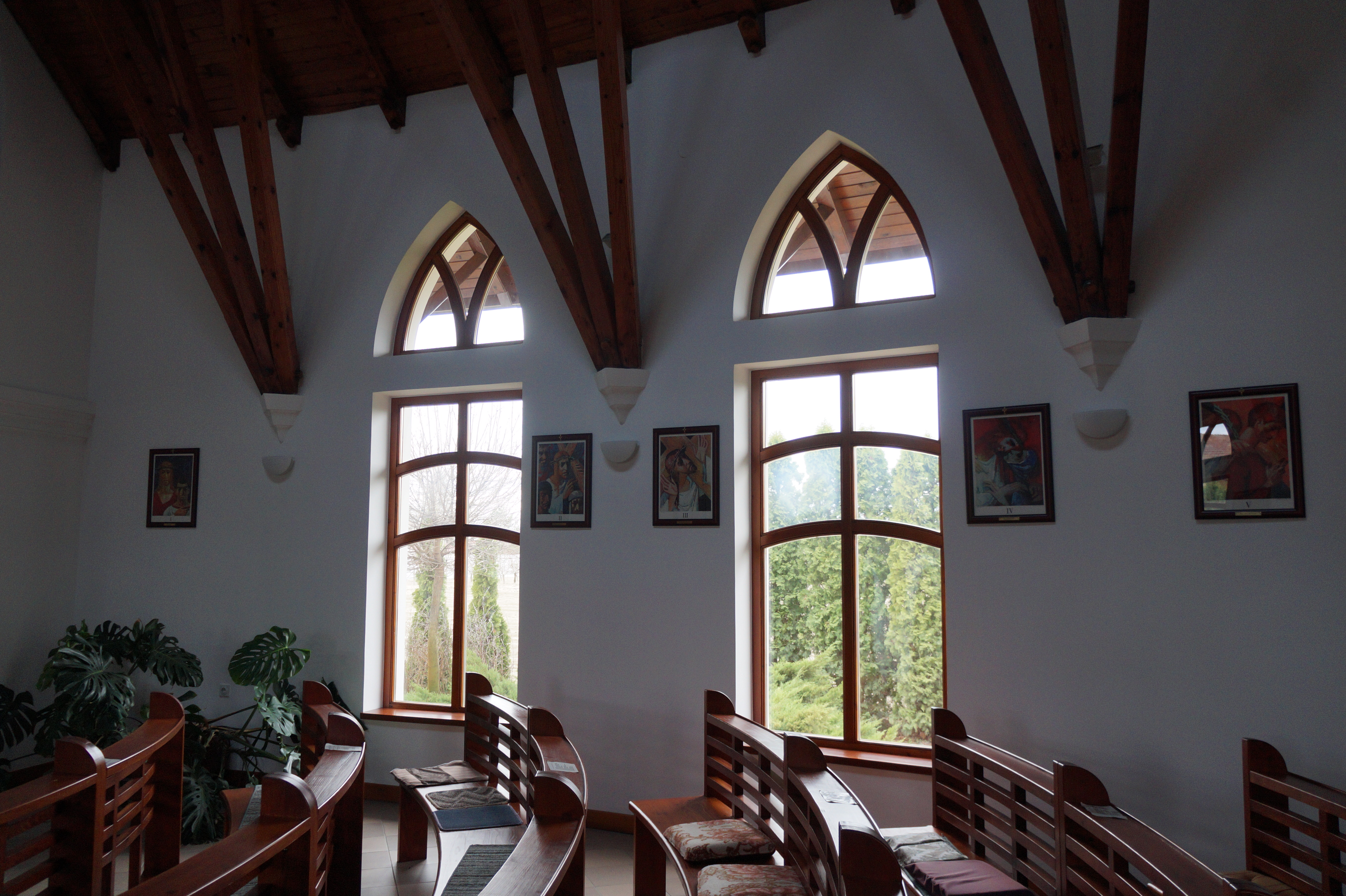
A templom beltere
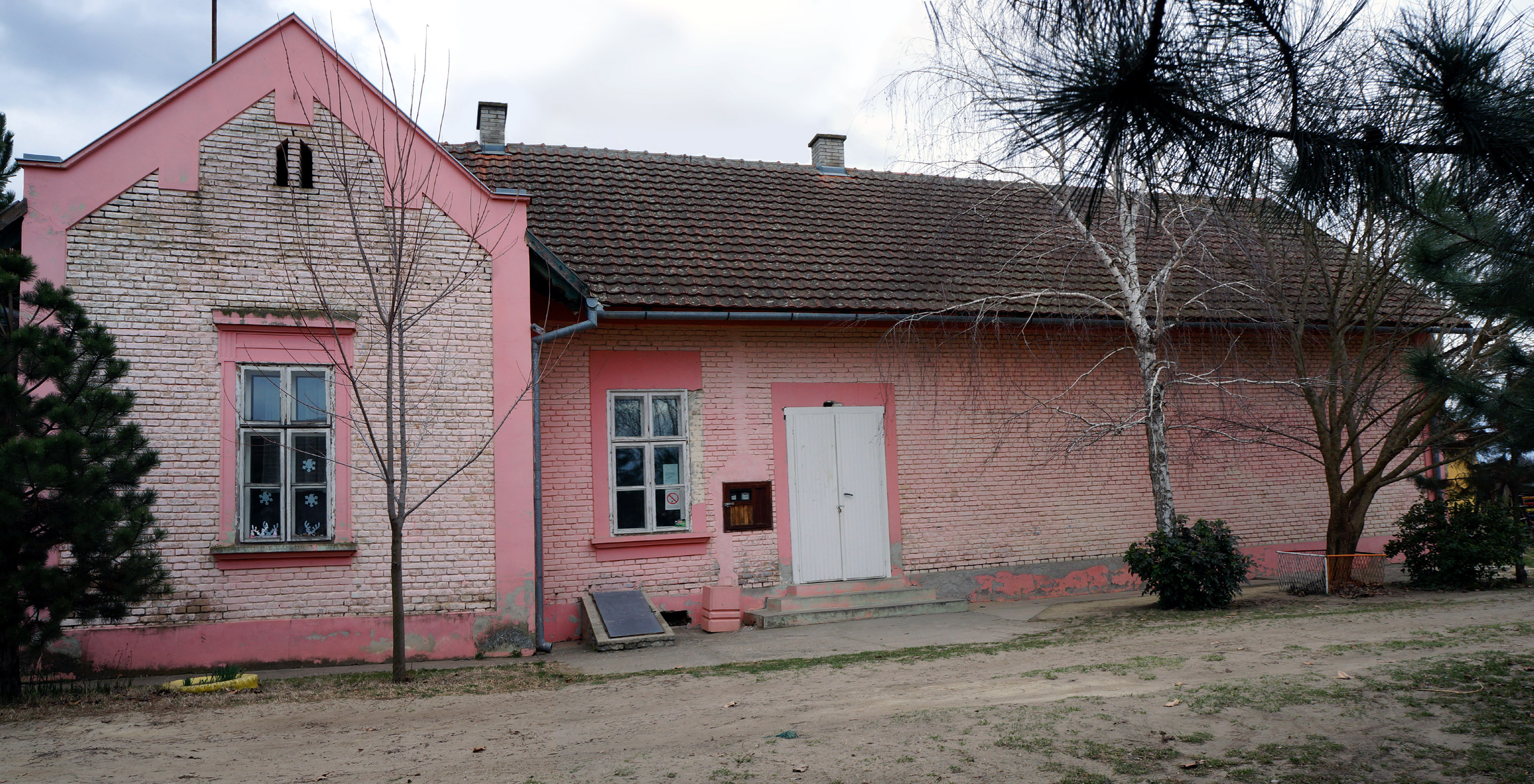
A régi iskola még mindig gyerekzsivalytól hangos
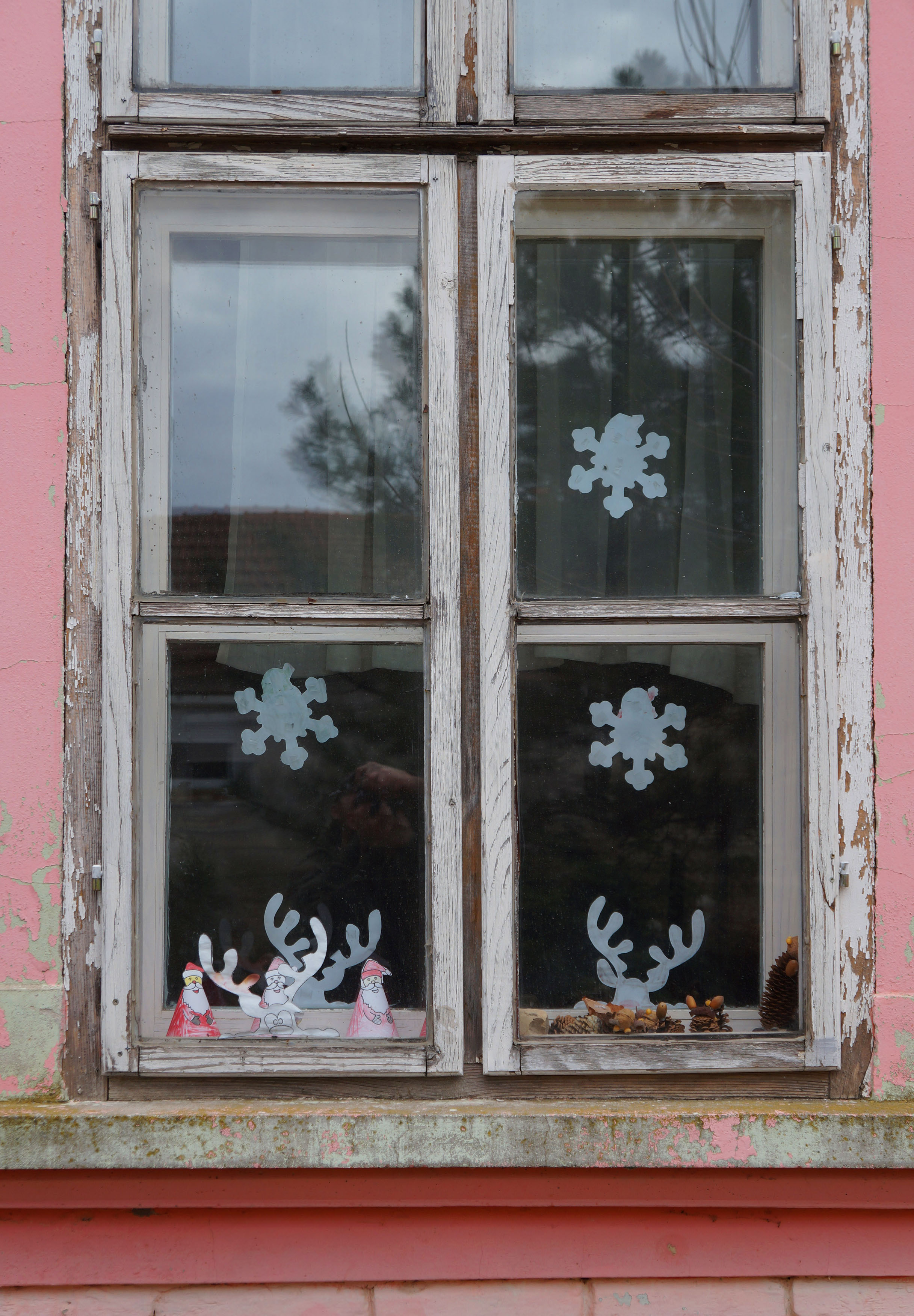
Az iskola ablaka
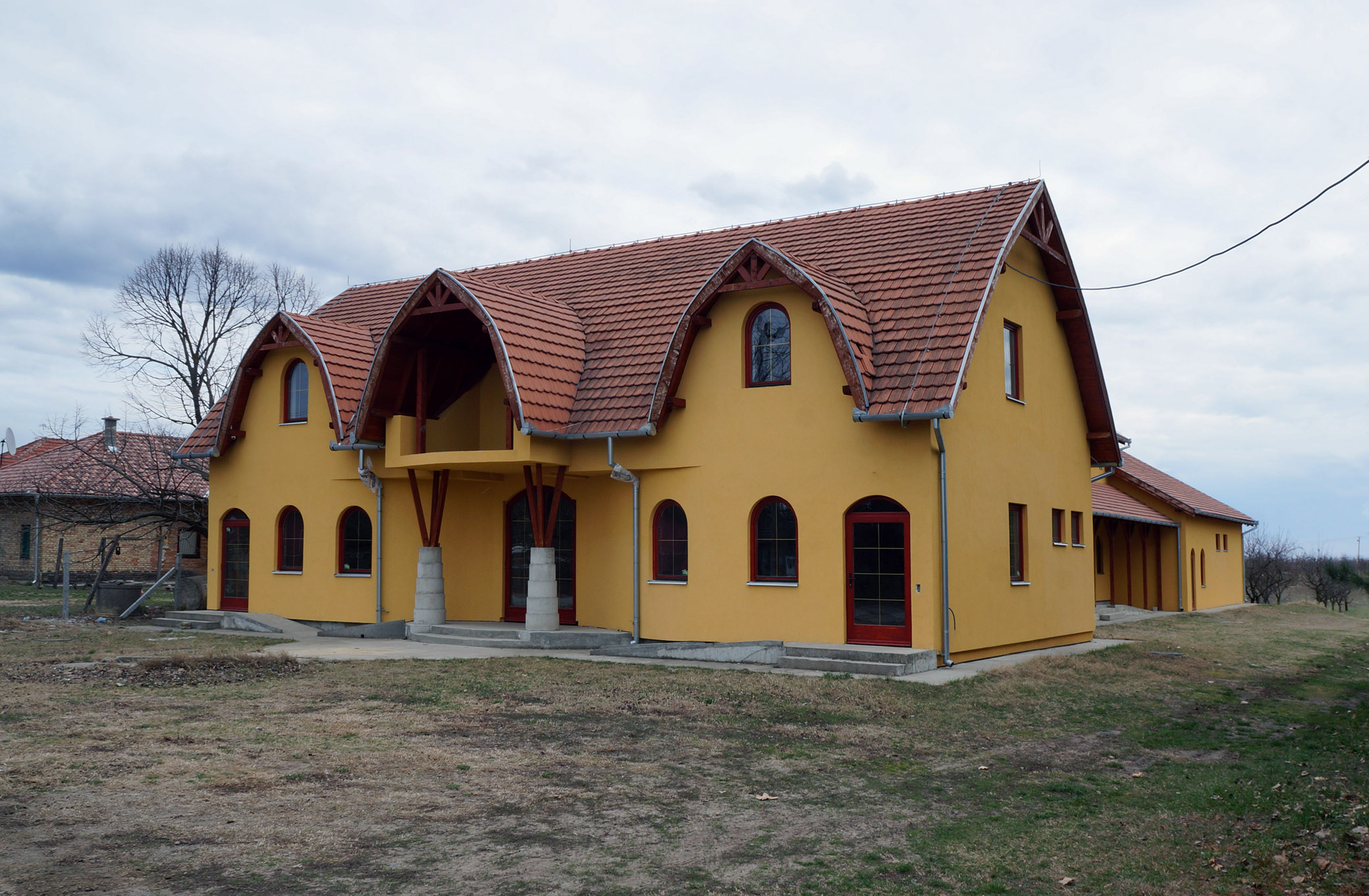
Épül az új kultúrotthon
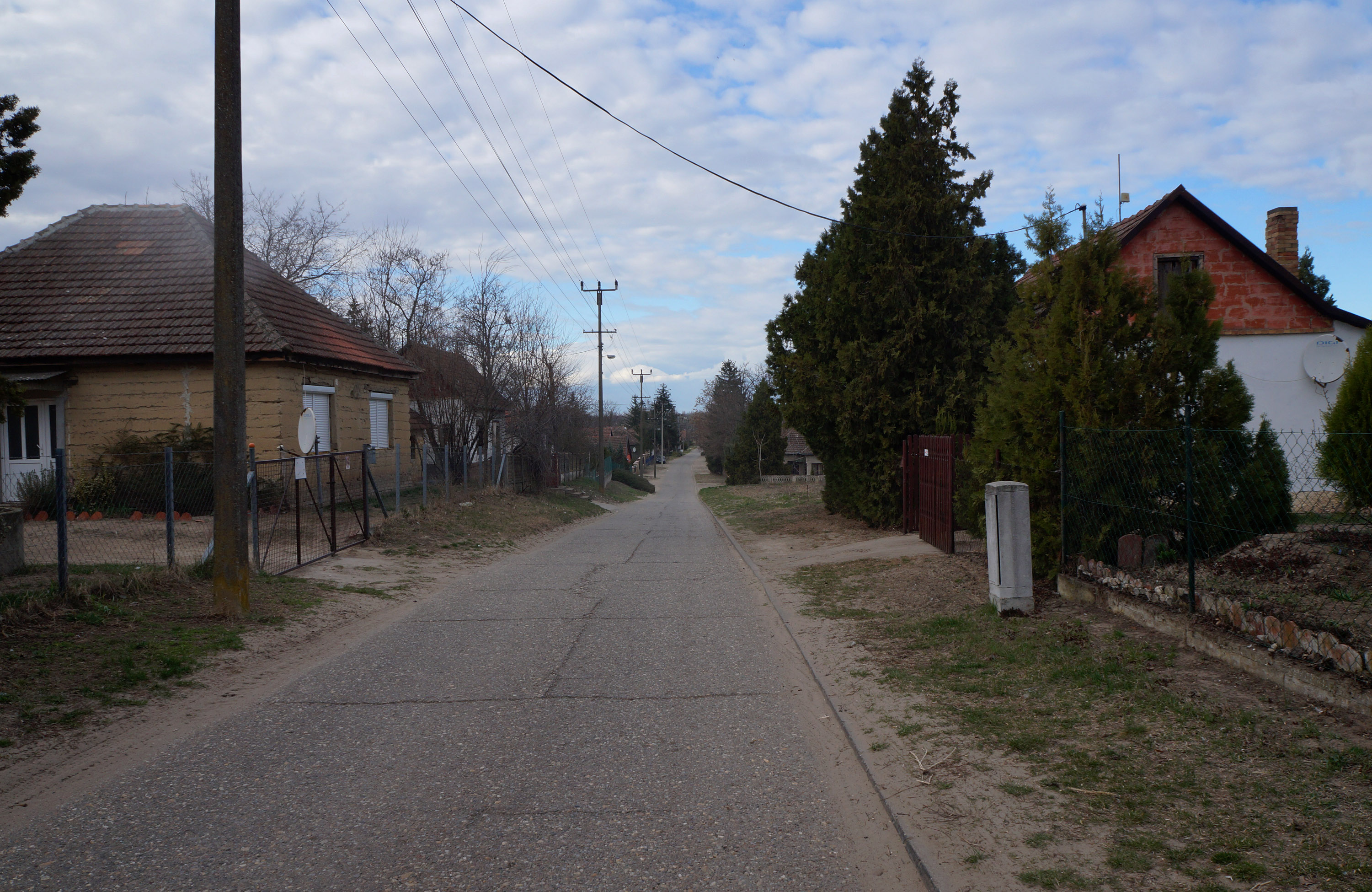
Egy hirtelen emelkedő, homokdűnére épült utca
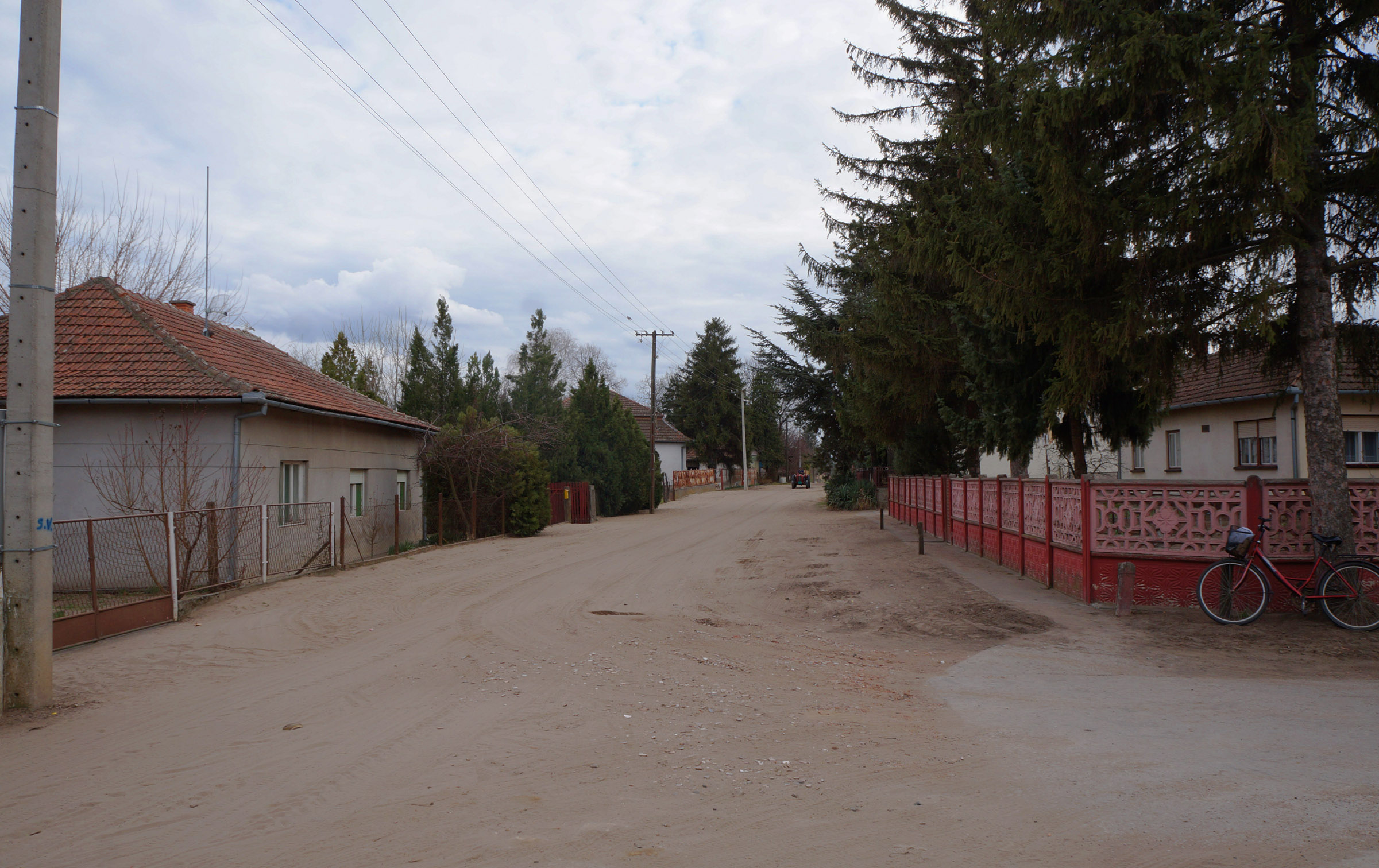
"Határ-utca" (szerb neve Ulica Jedinstva vagyis Egység-utca) – a baloldal már Kanizsa
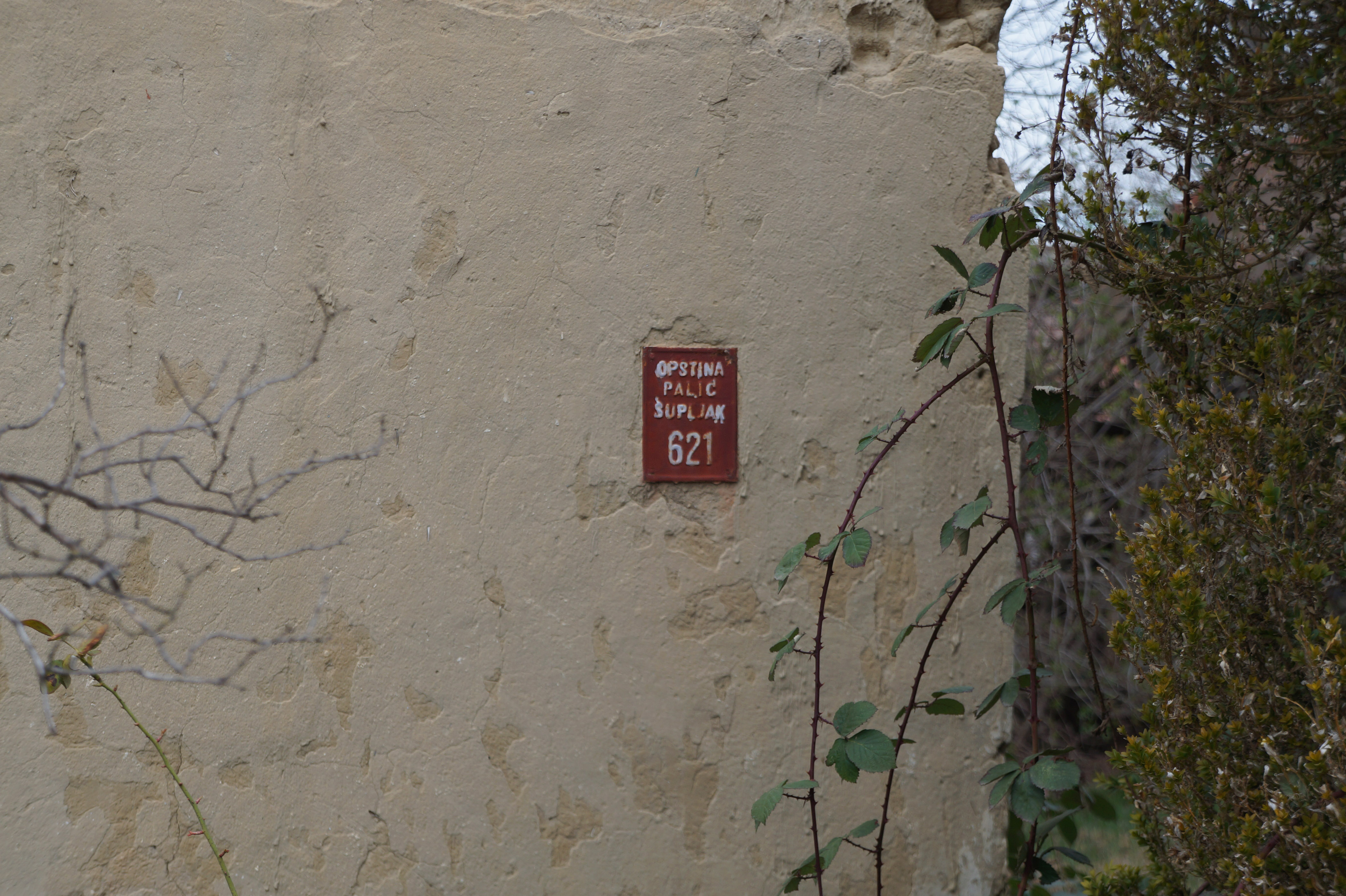
Régi házszám abból az időből, amikor Nosza még Ludas része volt
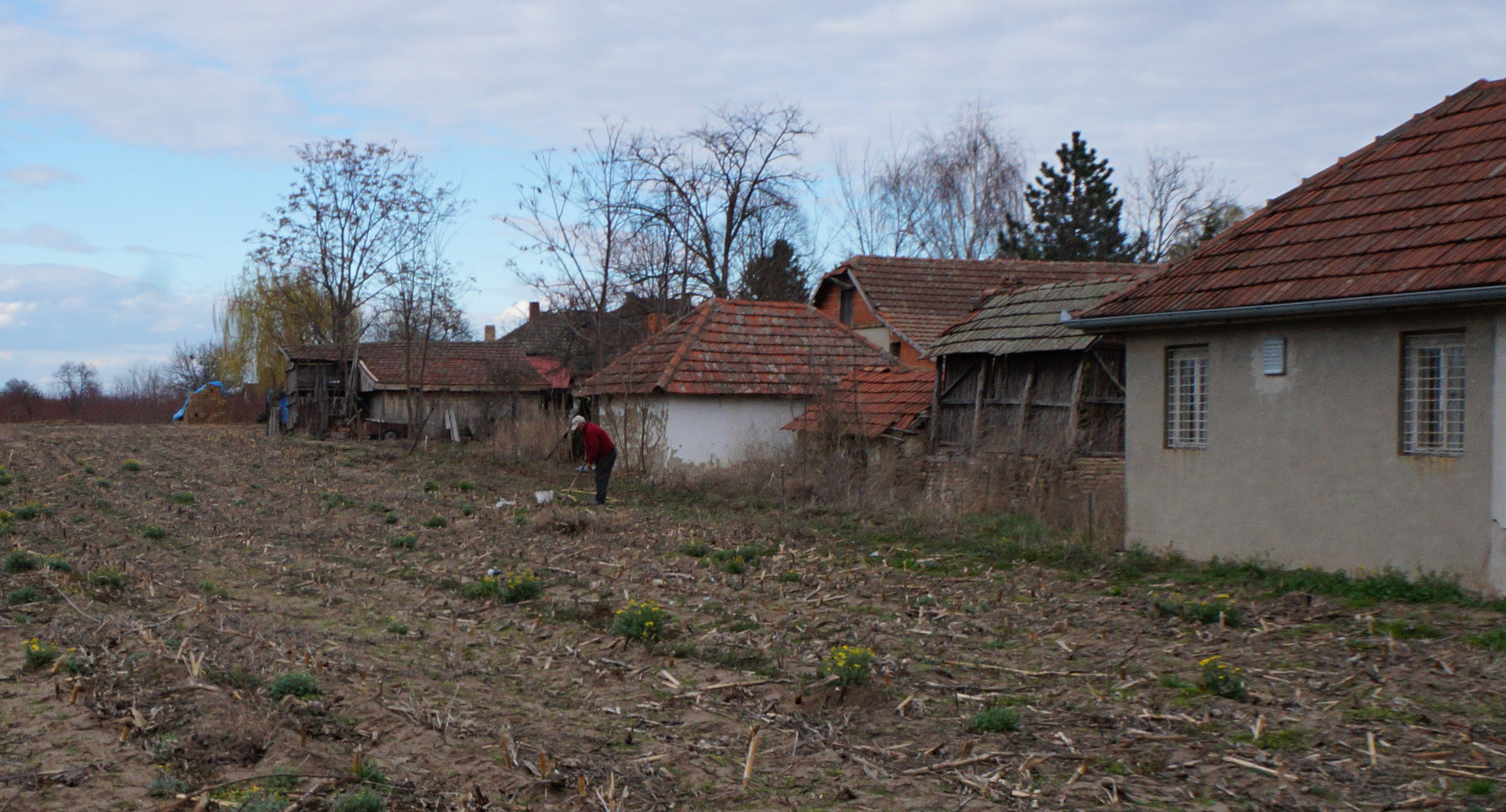
Faluhelyen mindig van tennivaló
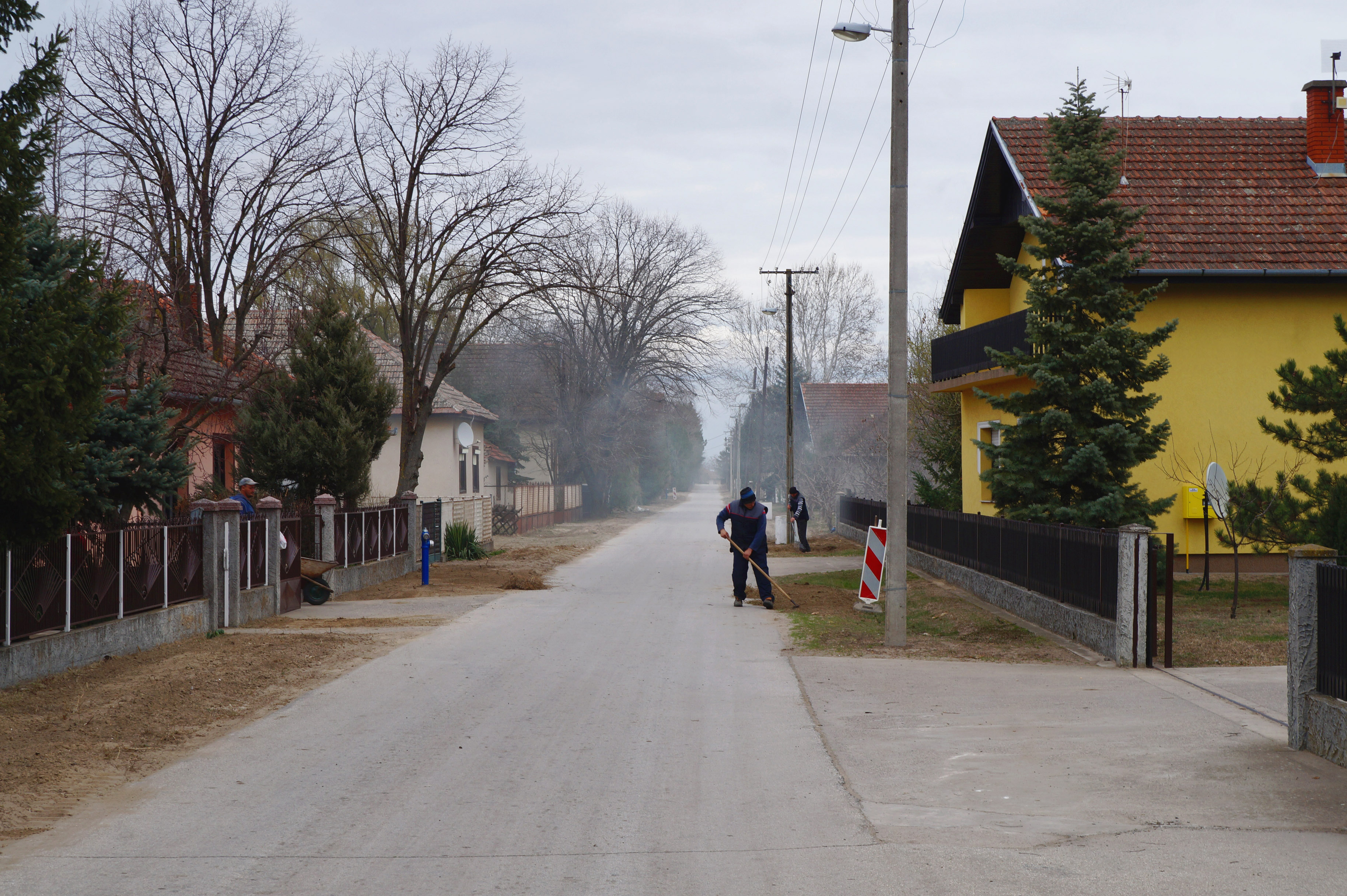
Az élet ugyanúgy zajlik mint máshol

## Külső hivatkozások
- Nosa a Wikimapia térképén
- Nosa település az orosz Yandex portálon
- A település a Mapquest-en